# Alain Ducasse
Alain Ducasse, född 13 september 1956 i Orthez i Pyrénées-Atlantiques, är en  fransk kock som driver flera prisbelönta restauranger. Hans restauranger har totalt erhållit 21 stjärnor i Michelinguiden. Alain Ducasse är född, uppvuxen och utbildad i Frankrike men är sedan 2008 monegaskisk medborgare.

## Biografi
Alain Ducasse föddes i Orthez i sydvästra Frankrike och utbildade sig på en bondgård i Castel-Sarrazin. Vid 16 års ålder inledde han restaurangkarriären med en praktikplats på Pavillon Landais och studier på restaurang- och hotellskolan i Bordeaux.
År 1977 började han arbeta som assistent till kocken Roger Vergé på Moulin de Mougins i Mougins norr om Cannes. Roger Vergé lärde Alain Ducasse provensalsk matlagning, något som senare kom att bli hans signum.
Hans första kockjobb var på restaurang L’amandier i Mougins år 1980 och ett år senare blev han köksmästare på La Terrasse på Hotell Juana i Juan-les-Pins. Restauangen fick två stjärnor i Michelinguiden år 1984. Senare blev han köksmästare på Hotel de Paris i Monte Carlo i Monaco. Han öppnade och investerade i flera restaurang– och hotellverksamheter i Provence och 1996 fick han tre stjärnor i Michelinguiden för restaurangen Le Parc i Paris bara 8 månader efter att den öppnat.
År 2000 öppnade han sin första restaurang i USA i New York, även den restaurangen fick tre stjärnor i den första Michelinguiden som täckte New York. Nu har han restauranger bland annat i Las Vegas, i Tokyo, Libanon och i Toscana.
Alain Ducasse blev den förste köksmästaren som ägde restauranger med tre stjärnor i Michelinguiden i tre olika städer och den första som kommit upp i 21 stycken totalt.

## Restauranger
Några av Alain Ducasses restauranger:
- 59 Poincaré, Aux Lyonnais, Benoit, La Cour Jardin och Le Relais du Parc, i Paris i Frankrike
- Adour och Benoit i New York och Washington D.C. i USA
- Alain Ducasse at the Dorchester i London i England
- Be (BoulangEpicerie)
- Beige och Benoit i Tokyo i Japan
- Mix in Las Vegas i Las Vegas i USA
- Le Louis XV i Monaco
- La Bastide de Moustier i Moustier Ste Marie i Provence i  Frankrike
- Tamaris i Beirut i Libanon
- Spoon i Paris, Saint-Tropez, Beirut, Carthago, Gstaadt, Mauritius och Hongkong
- Trattoria Toscana i Castiglione della Pescaia iItalien